# Invierno volcánico
Se conoce como invierno volcánico a la reducción de temperatura motivada por la presencia en la atmósfera de ceniza volcánica y partículas de ácido sulfúrico obstaculizando el paso de los rayos del Sol. Este fenómeno suele originarse tras una erupción volcánica. 

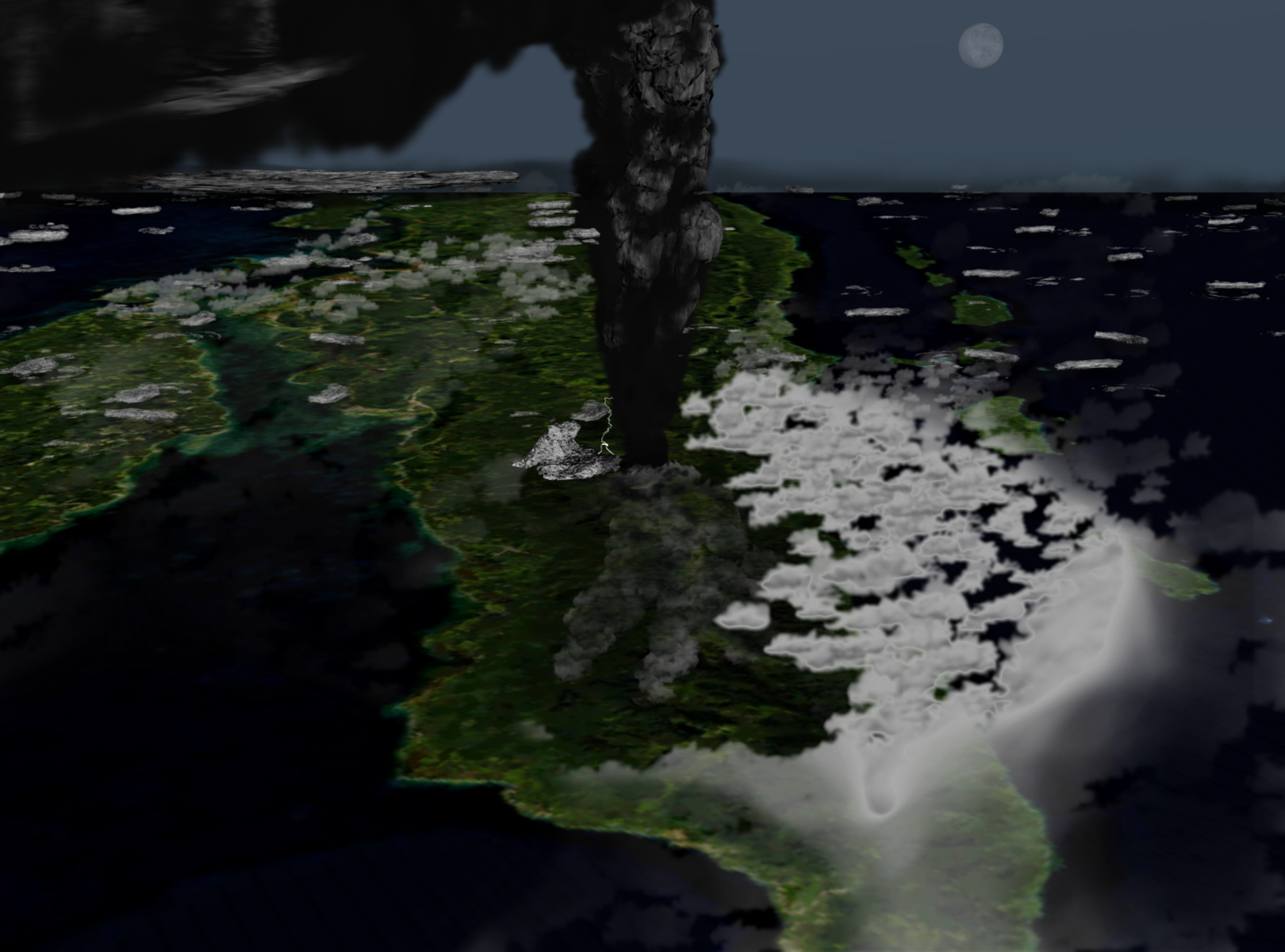
La erupción supervolcanica ocurrida en el Lago Toba hace unos 74.000 años provocó un oscurecimiento de la atmósfera, por la presencia de 2800 km³ de gases volcánicos, tan severo qué enfrió el clima global.

## Consecuencias sobre los seres terrestres
El enfriamiento observado en los inviernos volcánicos puede causar efectos directos sobre especies vegetales y animales, pero además puede originar un fenómeno denominado cuello de botella, es decir, una caída drástica en la biodiversidad animal seguida, de forma inmediata, por un período de gran divergencia genética (conocido como diferenciación) entre los supervivientes. Según el antropólogo Stanley Ambrose, este tipo de sucesos disminuyen el tamaño de la población "a niveles lo suficientemente bajos para dar pie a cambios evolutivos, los cuales se producen de forma más acelerada en poblaciones reducidas dando lugar a una diferenciación de la población"[cita requerida].

## Casos pasados de inviernos volcánicos

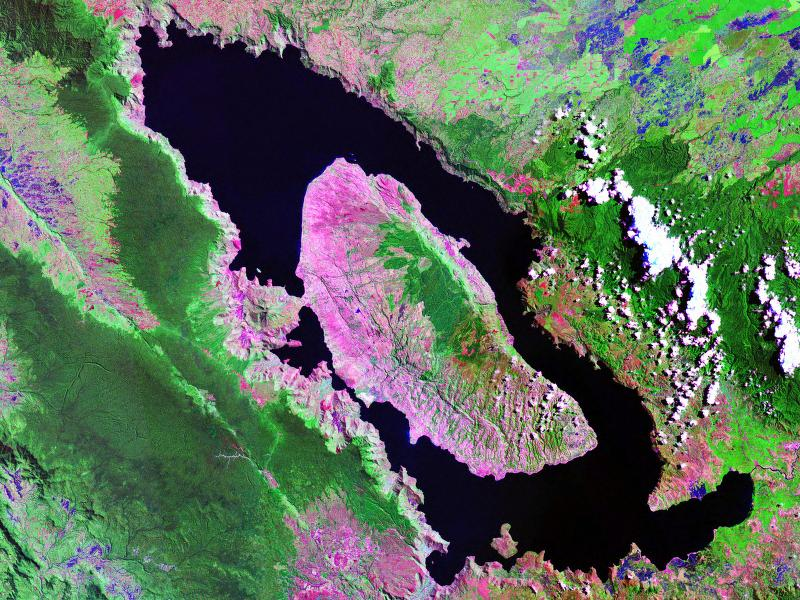
Ubicación del volcán de Toba, en el lago homónimo, Sumatra, Indonesia 2005.

Se ha sugerido que hace 75.000–74.000 años ocurrió un invierno volcánico tras una súpererupción en el lago Toba, en la isla indonesia de Sumatra. Los seis años subsiguientes se concentró en la atmósfera la mayor cantidad de azufre volcánico en 110.000 años, causando, probablemente, una deforestación significativa en el sudeste asiático y enfriando la temperatura global de la Tierra en 1 °C. Algunos científicos barajan la hipótesis de que esta erupción causó una vuelta inmediata a un clima glacial, acelerando la glaciación continental en curso y causando una reducción masiva de población tanto de  animales como de seres humanos. Otros son de la opinión de que los efectos climáticos de la erupción fueron demasiado débiles y cortos como para tener semejante impacto sobre la población humana del momento.
Esto, junto con el hecho de que las mayores diferenciaciones en la especie humana ocurrieron en el mismo periodo, lleva a pensar en el efecto de cuello de botella ya comentado asociado a un invierno volcánico. Las supererupciones con masas eruptivas totales de al menos 1015 kg (la de Toba fue de 6.9 × 1015 kg) ocurren, de media, cada millón de años.

## Casos recientes de inviernos volcánicos

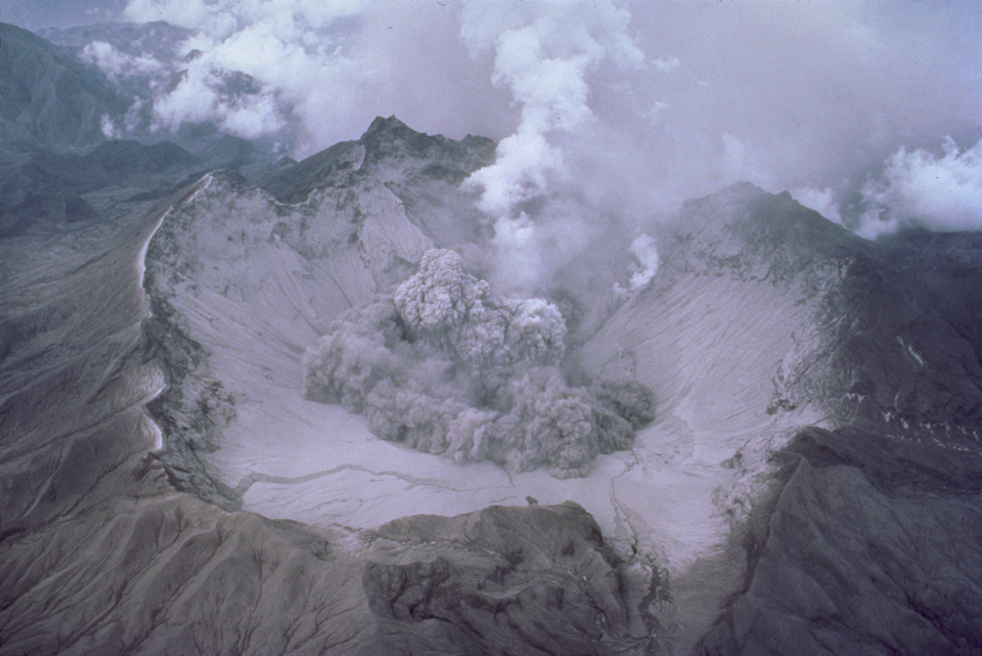
Erupción inicial de Pinatubo en 1991.

La lista de inviernos volcánicos recientes es algo más modesta, pero sus efectos han sido significantes. 
Los sucesos meteorológicos extremos en 535-536 fueron, con probabilidad, asociados a una erupción volcánica.
En 1452 o 1453 una erupción cataclísmica del volcán submarino Kuwae provocó daños en todo el mundo.
En 1600, erupcionó el Huaynaputina en Perú, causando uno de los inviernos volcánicos más fuertes de la reciente historia humana, se cree que las temperaturas bajaron entre 0,5° y 1°grados en promedio globalmente. Estudios a partir de los anillos de troncos de árbol muestran que 1601 fue un año frío. Rusia padeció la mayor hambruna entre 1601-1603. Entre 1600-1602, Suiza, Letonia y Estonia tuvieron inviernos excepcionalmente fríos. La vendimia en Francia en 1601 fue tardía y casi nula en Perú y Alemania. Los melocotoneros florecieron más tarde de lo normal en China y el Lago Suwa en Japón se heló de forma prematura.
Benjamin Franklin sugirió, en una publicación en 1783, que el inusualmente frío verano de 1783 se debió a polvo volcánico procedente de Islandia, en donde la erupción del volcán Laki liberó enormes cantidades de dióxido de azufre, resultando desaparición de una parte importante de la ganadería y provocando un hambruna que acabó con una cuarta parte de la población. Las temperaturas cayeron aproximadamente 1 °C  en el hemisferio norte al año siguiente de la erupción.
La erupción de 1815 del Tambora, un estratovolcán en Indonesia, ocasionó heladas en pleno verano en el estado de Nueva York y nieve en Nueva Inglaterra en lo que se conoció como el Año sin verano de 1816.
En 1883, la explosión de Krakatoa también creó un condiciones similares a la de un invierno volcánico. Los cuatro años siguientes a la explosión fueron inusualmente fríos, y el invierno de 1888 fue la primera vez que nevó en esa parte del mundo. Se registraron nevadas récord en muchas partes del mundo.
Más recientemente, en 1991 la explosión del Monte Pinatubo, otro estratovolcán en las Filipinas, provocó una bajada de las temperaturas globales durante 2 o 3 años.